# Кресченсіо Гомес
Кресченсіо Гомес Вальядарес (1833–1921) — виконував обов'язки президента Гондурасу влітку 1876 року.